# 사량면
사량면(蛇梁面)은 사량도 등을 관할로 하는 대한민국 경상남도 통영시의 면이다. 2011년 6월 30일을 기준으로 넓이는 26.83km2이고, 인구는 932세대, 1,815명이다.

## 연혁
- 1914년 일제의 부군면 통폐합에 의거 원삼면과 합면되어 원량면에 편입, 면 행정복지센터를 욕지도에 둠
- 1955년 6월 29일 원량면을 욕지면과 사량면으로 나누어 사량면을 복구

## 행정 구역
- 금평리
- 돈지리
- 읍덕리
- 양지리